# Verchain-Maugré
Verchain-Maugré (anciennement Werchin) est une commune française située dans le département du Nord, en région Hauts-de-France.

## Géographie
Verchain-Maugré est située à 12 km au sud de Valenciennes et est traversée par l'Écaillon.

### Communes limitrophes
|          | Monchaux-sur-Écaillon | Quérénaing             |
| Haspres  | Verchain-Maugré       | Sommaing               |
| Saulzoir | Haussy                | Vendegies-sur-Écaillon |

### Hydrographie

#### Réseau hydrographique
La commune est située dans le bassin Artois-Picardie. Elle est drainée par l'Écaillon et le fossé à l'eau,,.
L'Écaillon, d'une longueur de 33 km, prend sa source dans la commune de Locquignol et se jette  dans l'Escaut canalisée à Prouvy, après avoir traversé 13 communes. Les caractéristiques hydrologiques de l'Ecaillon sont données par la station hydrologique située sur la commune. Le débit moyen mensuel est de 1,2 m3/s. Le débit moyen journalier maximum est de 15,5 m3/s, atteint lors de la crue du 13 février 2002. Le débit instantané maximal est quant à lui de 20,9 m3/s, atteint le même jour.

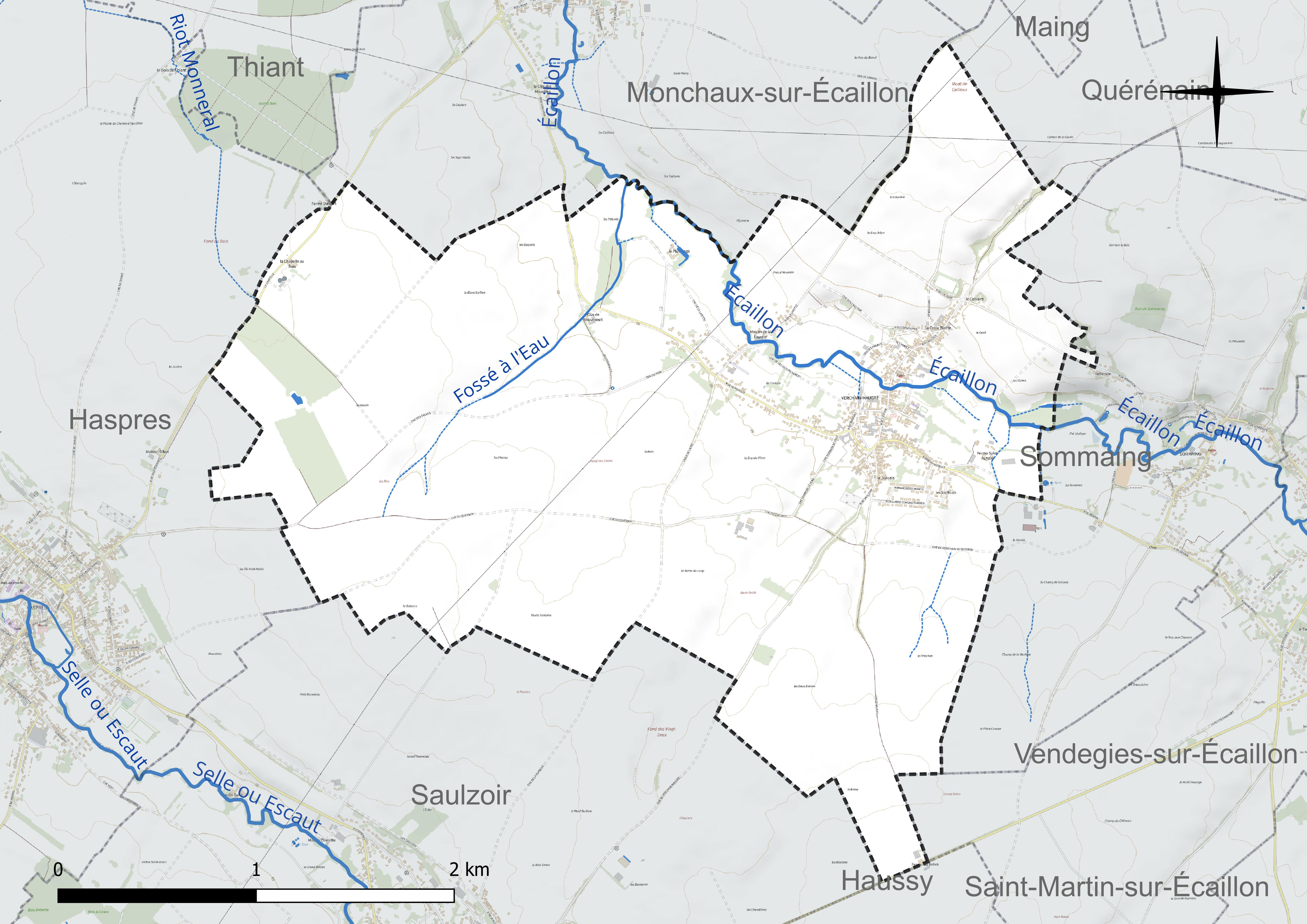
Réseau hydrographique de Verchain-Maugré.

#### Gestion et qualité des eaux
Le territoire communal est couvert par le schéma d'aménagement et de gestion des eaux (SAGE) « Escaut ». Ce document de planification concerne un territoire de 2 005 km2 de superficie, délimité par le bassin versant de l'Escaut. Le périmètre a été arrêté le 9 juin 2006 et le SAGE proprement dit a été approuvé le 13 juillet 2021. La structure porteuse de l'élaboration et de la mise en œuvre est le syndicat mixte Escaut et Affluents (SyMEA). 
La qualité des cours d'eau peut être consultée sur un site dédié géré par les agences de l'eau et l'Agence française pour la biodiversité. 

### Climat
Pour des articles plus généraux, voir Climat des Hauts-de-France et Climat du Nord.
En 2010, le climat de la commune est de type climat océanique dégradé des plaines du Centre et du Nord, selon une étude du CNRS s'appuyant sur une série de données couvrant la période 1971-2000. En 2020, Météo-France publie une typologie des climats de la France métropolitaine dans laquelle la commune est dans une zone de transition entre le climat océanique et le climat océanique altéré et est dans la région climatique  Nord-est du bassin Parisien, caractérisée par un ensoleillement médiocre, une pluviométrie moyenne régulièrement répartie au cours de l'année et un hiver froid (3 °C). 
Pour la période 1971-2000, la température annuelle moyenne est de 10,6 °C, avec une amplitude thermique annuelle de 14,9 °C. Le cumul annuel moyen de précipitations est de 727 mm, avec 13 jours de précipitations en janvier et 9,2 jours en juillet. Pour la période 1991-2020, la température moyenne annuelle observée sur la station météorologique la plus proche, située sur la commune de Valenciennes à 11 km à vol d'oiseau, est de 11,0 °C et le cumul annuel moyen de précipitations est de 694,1 mm,. Pour l'avenir, les paramètres climatiques de la commune estimés pour 2050 selon différents scénarios d'émission de gaz à effet de serre sont consultables sur un site dédié publié par Météo-France en novembre 2022.

## Urbanisme

### Typologie
Au 1er janvier 2024, Verchain-Maugré est catégorisée bourg rural, selon la nouvelle grille communale de densité à sept niveaux définie par l'Insee en 2022.
Elle est située hors unité urbaine. Par ailleurs la commune fait partie de l'aire d'attraction de Valenciennes (partie française), dont elle est une commune de la couronne,. Cette aire, qui regroupe 102 communes, est catégorisée dans les aires de 200 000 à moins de 700 000 habitants,.

### Occupation des sols
L'occupation des sols de la commune, telle qu'elle ressort de la base de données européenne d'occupation biophysique des sols Corine Land Cover (CLC), est marquée par l'importance des territoires agricoles (93 % en 2018), en diminution par rapport à 1990 (94,3 %). La répartition détaillée en 2018 est la suivante : 
terres arables (83,2 %), prairies (9,7 %), zones urbanisées (7 %). L'évolution de l'occupation des sols de la commune et de ses infrastructures peut être observée sur les différentes représentations cartographiques du territoire : la carte de Cassini (XVIIIe siècle), la carte d'état-major (1820-1866) et les cartes ou photos aériennes de l'IGN pour la période actuelle (1950 à aujourd'hui).

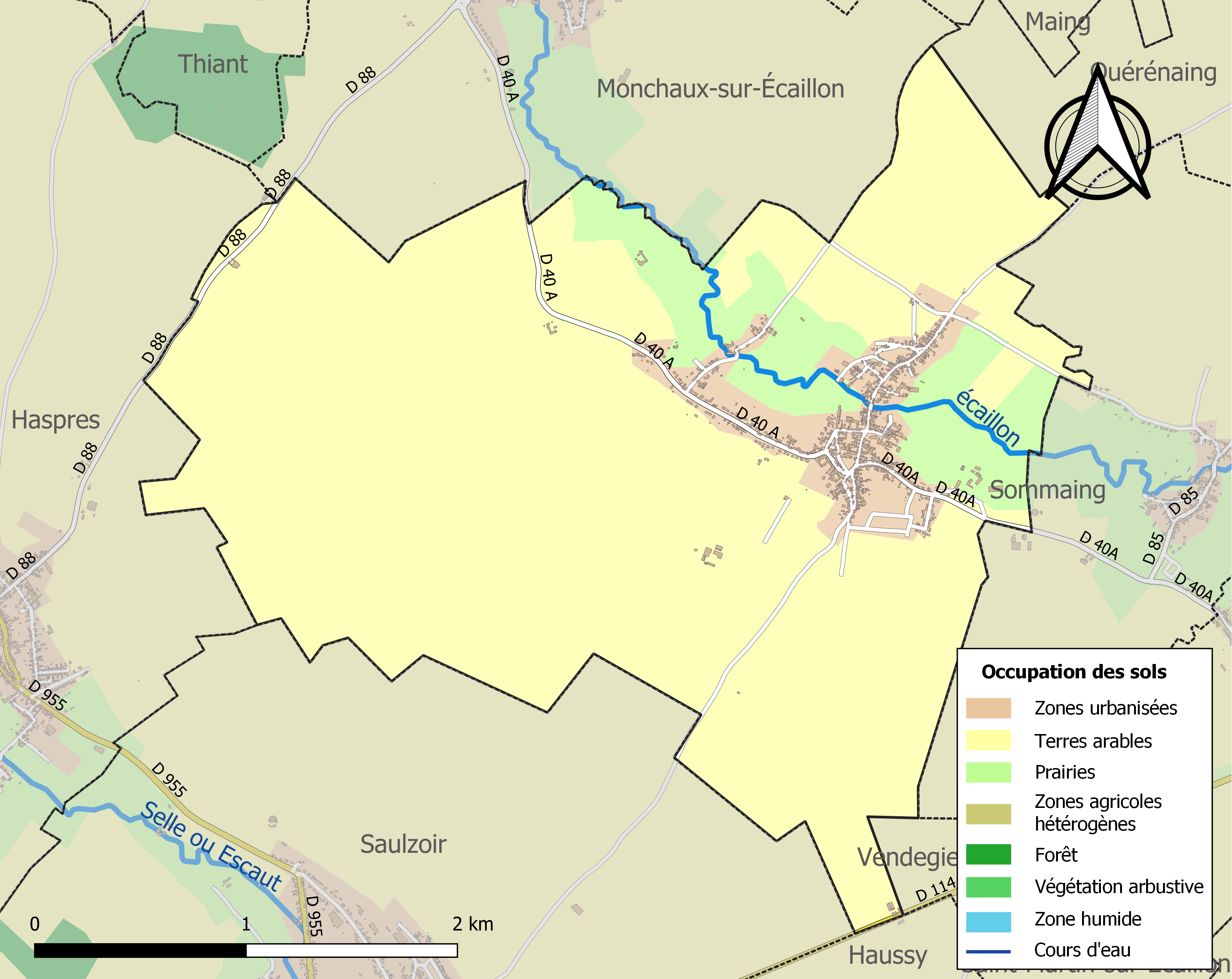
Carte des infrastructures et de l'occupation des sols de la commune en 2018 (CLC).

### Voies de communications et transports
La commune est desservie par la ligne 103 du réseau Transvilles.

## Histoire

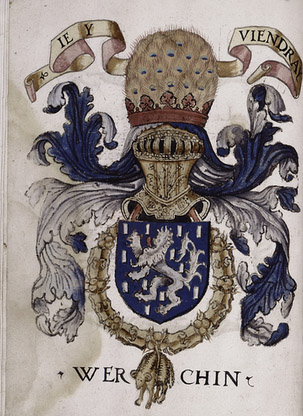
Le Triumphe d'Anvers Faict pour la Noble Festes de la Thoison d'Or : Armes, devise et emblème de Pierre de Werchin, sénéchal de Hainaut et chevalier de la Toison d'or, (Manuscrit de 1555 conservé à la New-York Public Library)

Verchain, ancienne forme Werchin, est le berceau de la famille de Werchin, connue dès 1098, l'année durant laquelle Guillaume de Werchin est mentionné bienfaiteur de l'abbaye de Saint-Aubert. La dignité de sénéchal héréditaire du Hainaut appartenait à cette famille.
En 1340, au début de la Guerre de Cent Ans, alors Jean II le Bon assaille Valenciennes, Gérard de Werchin lui mène la vie dure, et fait prisonnier Jean Ier le Meingre. Ces combats nous sont connus grâce à la chronique de Jean Froissart.
Son arrière-petit-fils Jean II de Werchin, meurt en 1415 à la bataille d'Azincourt, de même qu'Hector de Magnicourt, seigneur de Werchin. Par le mariage de la sœur de celui-ci avec Jean de Barbançon, la seigneurie de Werchin et le titre de sénéchal du Hainaut passent dans la maison de Barbançon, seigneurs de Jeumont.
Au début de la Réforme protestante, de 1540 à 1550 environ, Pierre, seigneur de Werchin et de Jeumont, catholique convaincu, a sévèrement réprimé les hérésies protestantes. Sa fille Yolande de Werchin était mariée avec Hugues de Melun, premier prince d'Epinoy, et à la mort de Pierre, la maison d'Epinoy des terres et titres de la famille Werchin.

## Politique et administration

### Liste des maires successifs

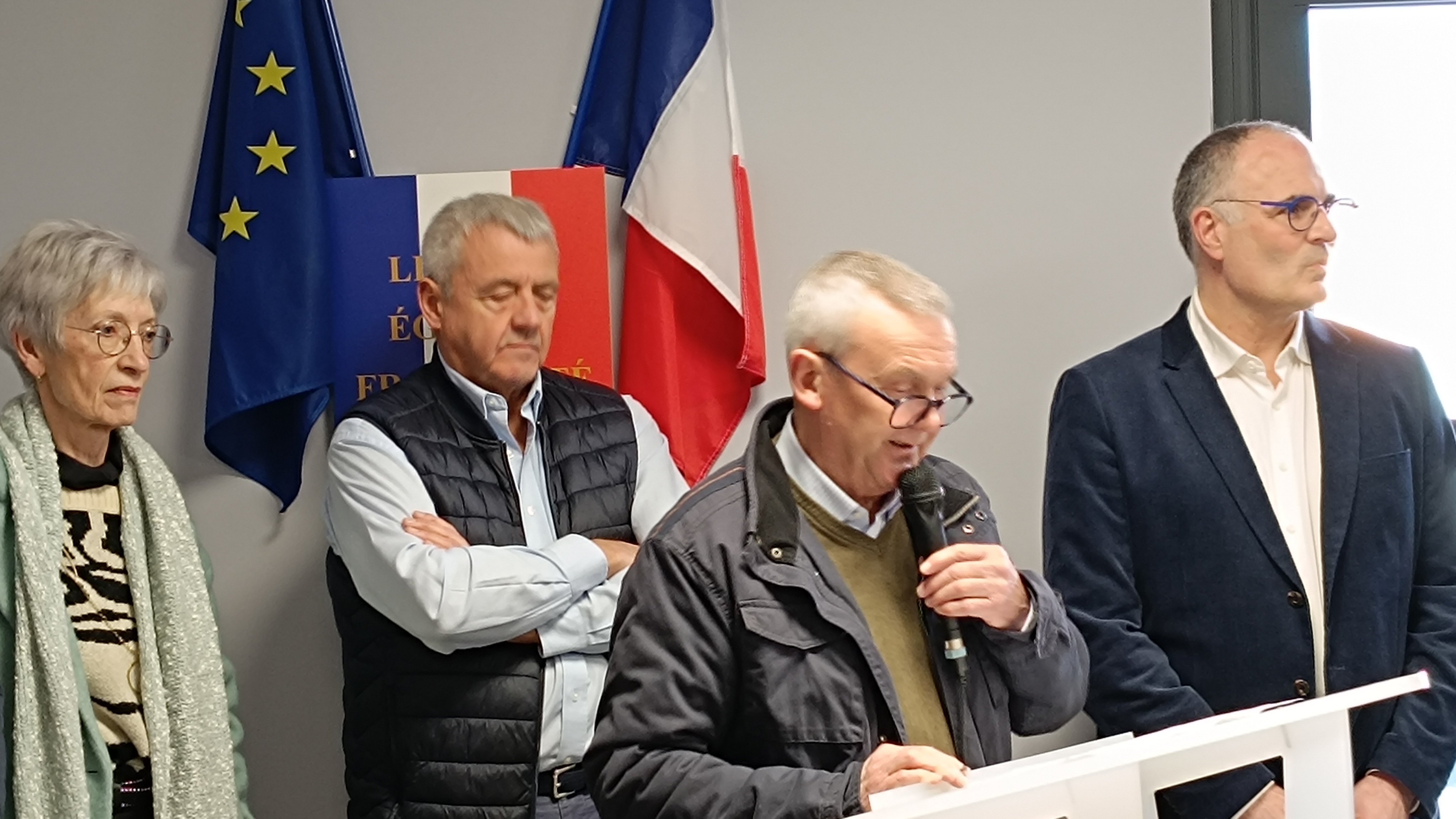
Mme Derche, Dominique Serrano, pdt du Grand Prix de Denain ; Didier Joveniaux maire de Quérénaing et Christian Bisiaux, maire de Verchain-Maugré lors de la l'inauguration du Secteur pavé Jean-Luc Derche, le 17 février 2024.

Nicolas Denis a ensuite été maire de Monchaux-sur-Écaillon de 1828 à 1837.
| Identité                                              | Période     | Période   | Durée                     | Étiquette                         |
| Identité                                              | Début       | Fin       | Durée                     | Étiquette                         |
| ----------------------------------------------------- | ----------- | --------- | ------------------------- | --------------------------------- |
| Jean-François Hautcœur (d) (1741 - 14 mars 1816)      | 1790        | 1792      | 2 ans                     |                                   |
| Jean-François Hautcœur (d) (1741 - 14 mars 1816)      | 1801        | 1810      | 9 ans                     |                                   |
| Nicolas Denis (d) (6 novembre 1770 - 29 juin 1840)    | 1815        | 1830      | 15 ans                    |                                   |
| Charles Vinoix (d) (11 juillet 1808 - 6 janvier 1885) | 1849        | 1852      | 3 ans                     |                                   |
| Hector Dupont (d) (24 septembre 1844 - 15 mars 1896)  | 1876        | 1882      | 6 ans                     |                                   |
| Hector Dupont (d) (24 septembre 1844 - 15 mars 1896)  | 1888        | 1894      | 6 ans                     |                                   |
| Lucien Dupont (d) (12 décembre 1868 - 20 juin 1947)   | 1900        | 1911      | 11 ans                    |                                   |
| Eugène Dupont (d) (26 novembre 1905 - 11 mai 1993)    | mars 1956   | mars 1965 | 9 ans                     | Union pour la nouvelle République |
| François Demontis (d)                                 | mars 1965   | mars 1983 | 18 ans                    | Parti socialiste                  |
| Yvon Desreux (d) (29 octobre 1942 - 30 avril 2016)    | mars 1983   | mars 2008 | 25 ans                    | Parti socialiste                  |
| Marc Gilleron (d), (né le 18 août 1941)               | mars 2008   | mai 2020  | 12 ans et 2 mois          | Parti socialiste                  |
| Christian Bisiaux (d) (né le 22 février 1957)         | 23 mai 2020 | En cours  | 5 ans, 2 mois et 27 jours |                                   |

### Instances judiciaires et administratives
La commune relève du tribunal d'instance de Valenciennes, du tribunal de grande instance de Valenciennes, de la cour d'appel de Douai, du tribunal pour enfants de Valenciennes, du conseil de prud'hommes de Valenciennes, du tribunal de commerce de Valenciennes, du tribunal administratif de Lille et de la cour administrative d'appel de Douai.

## Population et société

### Démographie

#### Évolution démographique
L'évolution du nombre d'habitants est connue à travers les recensements de la population effectués dans la commune depuis 1800. Pour les communes de moins de 10 000 habitants, une enquête de recensement portant sur toute la population est réalisée tous les cinq ans, les populations de référence des années intermédiaires étant quant à elles estimées par interpolation ou extrapolation. Pour la commune, le premier recensement exhaustif entrant dans le cadre du nouveau dispositif a été réalisé en 2008.

En 2022, la commune comptait 1 103 habitants, en évolution de +13,71 % par rapport à 2016 (Nord : +0,51 %, France hors Mayotte : +2,11 %).
| 1800 | 1806 | 1821  | 1831  | 1836  | 1841  | 1846  | 1851  | 1856  |
| ---- | ---- | ----- | ----- | ----- | ----- | ----- | ----- | ----- |
| 533  | 822  | 1 016 | 1 173 | 1 194 | 1 231 | 1 238 | 1 266 | 1 330 |

| 1861  | 1866  | 1872  | 1876  | 1881  | 1886  | 1891  | 1896  | 1901  |
| ----- | ----- | ----- | ----- | ----- | ----- | ----- | ----- | ----- |
| 1 397 | 1 432 | 1 416 | 1 435 | 1 427 | 1 458 | 1 404 | 1 375 | 1 295 |

| 1906  | 1911  | 1921  | 1926  | 1931  | 1936  | 1946  | 1954  | 1962  |
| ----- | ----- | ----- | ----- | ----- | ----- | ----- | ----- | ----- |
| 1 194 | 1 187 | 1 093 | 1 098 | 1 119 | 1 120 | 1 035 | 1 103 | 1 053 |

| 1968  | 1975  | 1982  | 1990  | 1999 | 2006 | 2008 | 2013 | 2018  |
| ----- | ----- | ----- | ----- | ---- | ---- | ---- | ---- | ----- |
| 1 076 | 1 041 | 1 052 | 1 033 | 966  | 917  | 903  | 903  | 1 056 |

| 2022  | - | - | - | - | - | - | - | - |
| ----- | - | - | - | - | - | - | - | - |
| 1 103 | - | - | - | - | - | - | - | - |

#### Pyramide des âges
La population de la commune est relativement jeune.
En 2018, le taux de personnes d'un âge inférieur à 30 ans s'élève à 36,1 %, soit en dessous de la moyenne départementale (39,5 %). À l'inverse, le taux de personnes d'âge supérieur à 60 ans est de 23,5 % la même année, alors qu'il est de 22,5 % au niveau départemental.
En 2018, la commune comptait 518 hommes pour 538 femmes, soit un taux de 50,95 % de femmes, légèrement inférieur au taux départemental (51,77 %).
Les pyramides des âges de la commune et du département s'établissent comme suit.
| Hommes | Classe d’âge | Femmes |
| ------ | ------------ | ------ |
| 0,8    | 90 ou +      | 0,2    |
| 5,8    | 75-89 ans    | 7,8    |
| 14,9   | 60-74 ans    | 17,5   |
| 17,6   | 45-59 ans    | 17,3   |
| 24,5   | 30-44 ans    | 21,6   |
| 16,0   | 15-29 ans    | 14,3   |
| 20,5   | 0-14 ans     | 21,4   |

| Hommes | Classe d’âge | Femmes |
| ------ | ------------ | ------ |
| 0,5    | 90 ou +      | 1,4    |
| 5,3    | 75-89 ans    | 8,1    |
| 14,8   | 60-74 ans    | 16,2   |
| 19,1   | 45-59 ans    | 18,4   |
| 19,5   | 30-44 ans    | 18,7   |
| 20,7   | 15-29 ans    | 19,1   |
| 20,2   | 0-14 ans     | 18     |

### Enseignement
- L'école Primaire Victor Hugo se situe rue de l'école des Filles.

## Économie
Les commerces sont une boulangerie, 3 cafés un salon de coiffure, 2 couvreurs.

## Culture locale et patrimoine

### Lieux et monuments
- L'église Saints-Pierre-et-Paul, des XVIIe et XIXe siècles, rénovée dans les années 1990.
- Le monument aux morts, sur le parvis de l'église.
- La stèle Jean Tison, rue de la Croix Blotte.
- La chapelle Notre-dame des Affligés, rue de Monchaux
- Le cimetière britannique de Verchain chemin du Pluvinage, héberge 110 tombes de guerre de la Commonwealth War Graves Commission de soldats morts à la libération, en novembre 1918.
- Le cimetière, rue de Saulzoir.
- La mairie, place du 8 mai 1945
- La salle des Fêtes Yvon Desreux, inaugurée en 2006, place du 8 mai 1945.
- Le secteur pavé de Saulzoir à Verchain-Maugréa sur la course cycliste Paris-Roubaix hommes
- Le secteur pavé de Verchain à Quérénaing sur la course cycliste Paris-Roubaix hommes

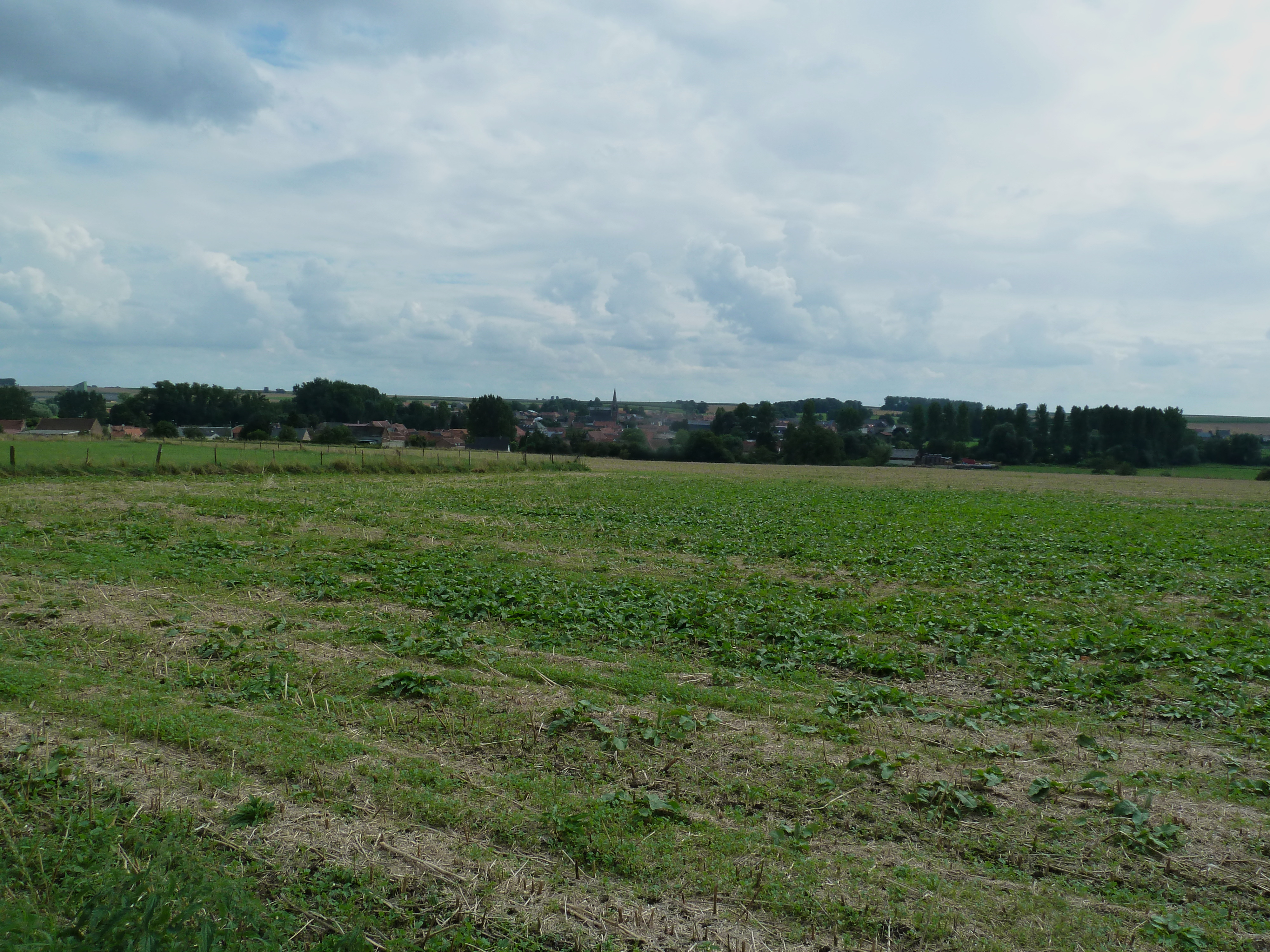
Dans la campagne sur le GR 121C autour Verchain-Maugré
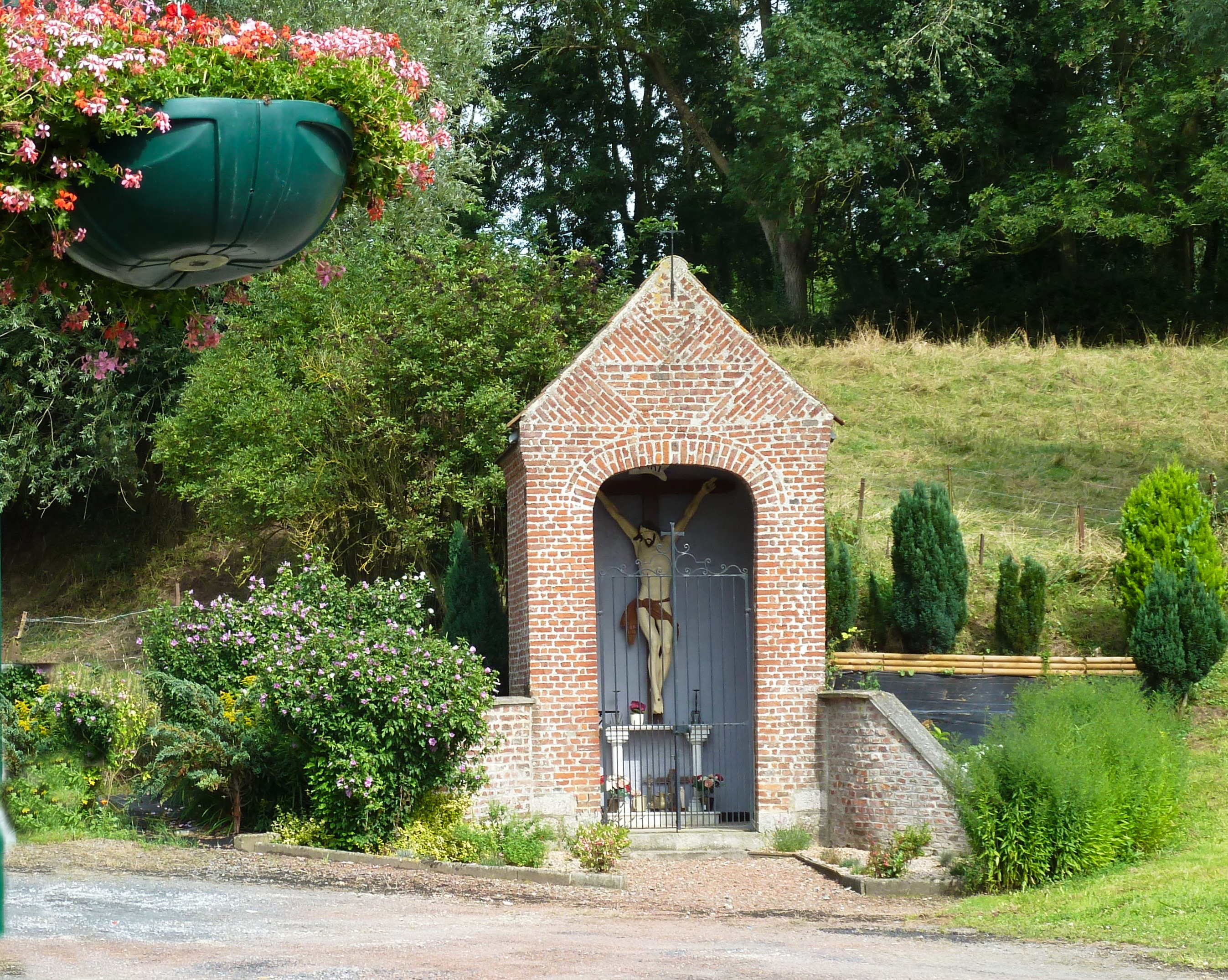
Le calvaire sur le GR 121C autour de Verchain-Maugré
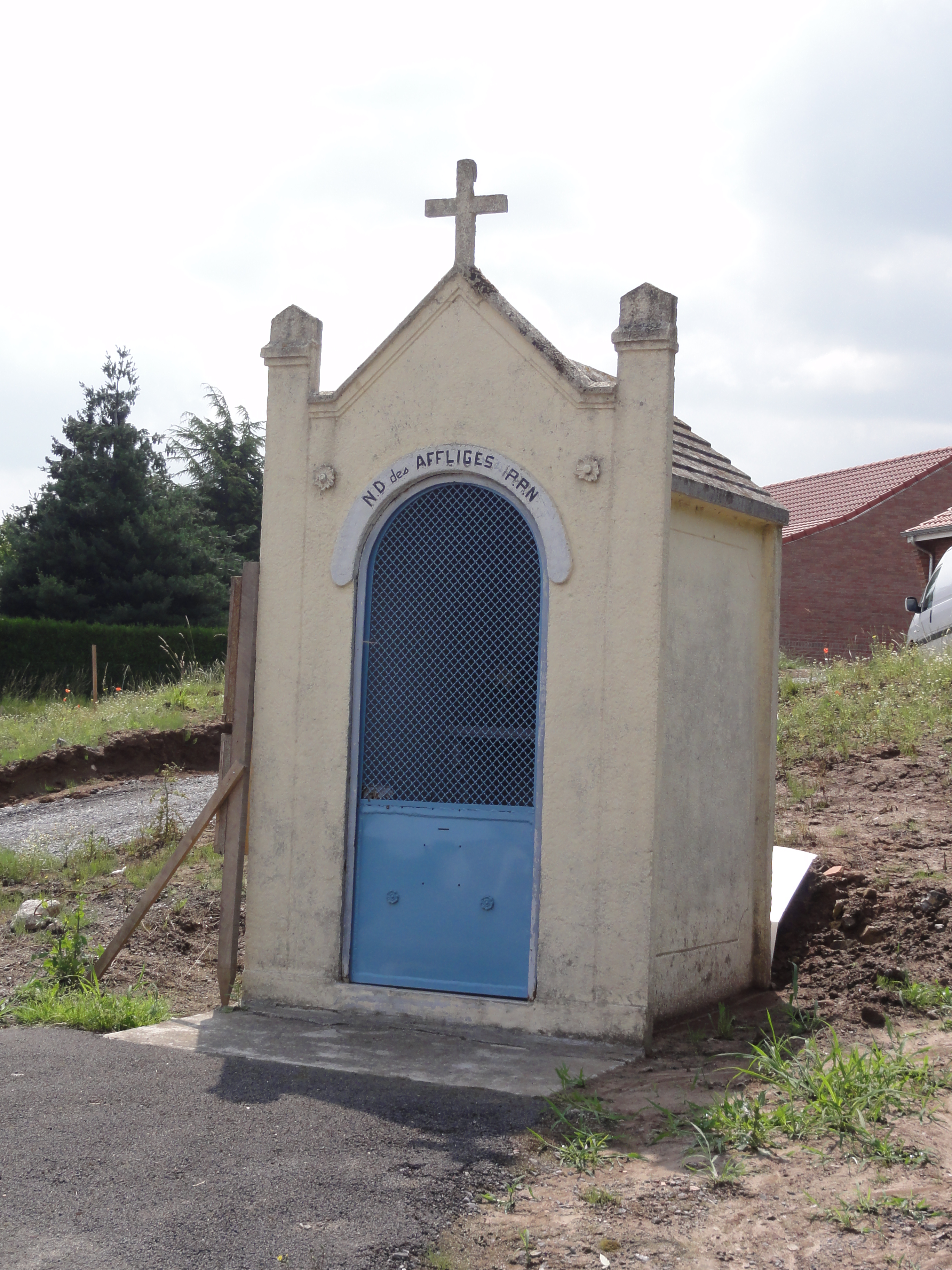
Chapelle N.D. des Affligés sur le GR 121C

### Personnalités liées à la commune
- Pierre de Barbançon ( † 1556), seigneur de Werchin, de Roubaix et du Biez, grand sénéchal du Hainaut, chevalier de la Toison d'or (1546)

### Héraldique
| Blason de Verchain-Maugré | Blason  | D'azur semé de billettes d'argent, au lion du même armé et lampassé de gueules, brochant sur le tout. |
| Blason de Verchain-Maugré | Détails | |